# Werner Düggelin
 (juin 2023).
La mise en forme du texte ne suit pas les recommandations de Wikipédia : il faut le « wikifier ».
Les points d'amélioration suivants sont les cas les plus fréquents. Le détail des points à revoir est peut-être précisé sur la page de discussion.
- Les titres sont pré-formatés par le logiciel. Ils ne sont ni en capitales, ni en gras.
- Le texte ne doit pas être écrit en capitales (les noms de famille non plus), ni en gras, ni en italique, ni en « petit »…
- Le gras n'est utilisé que pour surligner le titre de l'article dans l'introduction, une seule fois.
- L'italique est rarement utilisé : mots en langue étrangère, titres d'œuvres, noms de bateaux, etc.
- Les citations ne sont pas en italique mais en corps de texte normal. Elles sont entourées par des guillemets français : « et ».
- Les listes à puces sont à éviter, des paragraphes rédigés étant largement préférés. Les tableaux sont à réserver à la présentation de données structurées (résultats, etc.).
- Les appels de note de bas de page (petits chiffres en exposant, introduits par l'outil «  Source ») sont à placer entre la fin de phrase et le point final[comme ça].
- Les liens internes (vers d'autres articles de Wikipédia) sont à choisir avec parcimonie. Créez des liens vers des articles approfondissant le sujet. Les termes génériques sans rapport avec le sujet sont à éviter, ainsi que les répétitions de liens vers un même terme.
- Les liens externes sont à placer uniquement dans une section « Liens externes », à la fin de l'article. Ces liens sont à choisir avec parcimonie suivant les règles définies. Si un lien sert de source à l'article, son insertion dans le texte est à faire par les notes de bas de page.
- La présentation des références doit suivre les conventions bibliographiques. Il est recommandé d'utiliser les modèles {{Ouvrage}}, {{Chapitre}}, {{Article}}, {{Lien web}} et/ou {{Bibliographie}}. Le mode d'édition visuel peut mettre en forme automatiquement les références.
- Insérer une infobox (cadre d'informations à droite) n'est pas obligatoire pour parachever la mise en page.

Pour une aide détaillée, merci de consulter Aide:Wikification.
Si vous pensez que ces points ont été résolus, vous pouvez retirer ce bandeau et améliorer la mise en forme d'un autre article.
Werner Düggelin (7 décembre 1929 à Zurich - 6 août 2020 à Bâle,) est un metteur en scène de théâtre et un réalisateur suisse.

## Biographie
Werner Düggelin nait à Zurich et grandit à Siebnen dans le canton de Schwyz. Il est le fils de Marie, née Eugster, et de Josef Düggelin, député au Grand Conseil et maître charpentier. Il étudie à l'Université de Zurich les langues et littératures romanes et allemande sans terminer son cursus. Il entre dans le milieu du théâtre en travaillant comme éclairagiste au Schauspielhaus de Zurich. Il devient l'assistant du réalisateur de film austro-suisse Leopold Lindtberg qui lui conseillera de monter à Paris pour se former à la mise en scène,  Dans les années 1950, il commence ainsi à diriger des mises en scène. Il est l'un des premiers metteurs en scène germanophones à adapter et monter les pièces en allemand de Samuel Beckett, Eugène Ionesco, Georges Schehadé, Albert Camus, Jean Genet ou Paul Claudel. De 1968 à 1975, il est directeur du Théâtre de Bâle. Par la suite, il travaille comme metteur en scène indépendant.
En 1995, il reçoit le Prix de la Culture de la Ville de Bâle et le Prix d'Art de la Ville de Zurich en 2014.

## Mises en scène (sélection)
- 1964 : Sie werden sterben, Sire de Leopold Ahlsen – Schlosspark Theater, Berlin
- 1972 : Cenodoxus de Dieter Forte d'après Jakob Bidermann et avec une installation de Jean Tinguely – Festival de Salzbourg
- 2007 : L'Importance d'être constant d'Oscar Wilde – Schauspielhaus de Zurich
- 2007 : Lieblingsmenschen de Laura de Weck – Theater Basel
- 2008 : Dom Juan ou le festin de Pierre de Molière – Schauspielhaus de Zurich
- 2009 : Les Justes d'Albert Camus – Schauspielhaus de Zurich
- 2011 : La Leçon d'Eugène Ionesco – Theater Basel.
- 2013 : Beau (Vakkert) de Jon Fosse – Schauspielhaus Zurich
- 2014 : Le Bourgeois gentilhomme de Molière – Schauspielhaus Zürich

## Film
- 1985 : Johann Sebastian Bach : Passion selon saint Jean . – Téléfilm. Livre : Maja Hoffmann et Werner Düggelin. Production : Schweizer Fernsehen DRS, WDR Cologne, SFB Berlin. Réalisateur : Werner Düggelin.